# Carlo Oriani
Carlo Oriani (Cinisello Balsamo, 5 november 1888 - Caserta, 3 december 1917) was een Italiaans wielrenner, zijn grootste prestatie was het winnen van de Ronde van Italië in 1913.
Hij was beroepsrenner van 1908 tot 1915. Hij overleed tijdens zijn militaire dienst in WO I.

## Belangrijkste overwinningen
1912
- Ronde van Lombardije

1913
- Eindklassement Ronde van Italië

## Resultaten in voornaamste wedstrijden
| Jaar | Ronde van Italië | Ronde van Frankrijk | Ronde van Spanje |
| ---- | ---------------- | ------------------- | ---------------- |
| 1909 | 5e               |                     |                  |
| 1911 | 11e              |                     |                  |
| 1912 |                  |                     |                  |
| 1913 | ↑                |                     |                  |

| Jaar | Ronde van Lombardije |
| ---- | -------------------- |
| 1909 |                      |
| 1911 |                      |
| 1912 | ↑                    |
| 1913 |                      |